# Ян Давид Голанд
Ян (Іоган) Давид Голанд (нім. Johann David Holland) — німецький композитор і диригент, музикознавець, придворний капельмейстер Станіслава Радзівіла, професор музики Вільнюського університету.

## Життєпис
Народився в місті Санкт-Андреасберг у Прусії (Гарц, недалеко від Гановера).
Найдавніші відомості про нього сягають 1760-х років, коли він вважався досить авторитетним композитором. Освіту здобув у м. Берліні. Одним з його вчителів був Кірнбергер Іоган Філіп.
У 1771 р. він переїхав до м. Гамбург, який на той час був одним з найбільших європейських центрів концертного та театрального життя. Голанд займав посаду капельмейстера у церкві «Святої Катерини» та директора музики у катедральному соборі. Твори Голанда — симфонії, кантати та ораторії, опера-буфа, полонез, вокальні та інструментальні п'єси — постійно виконувались на концертах, публікувались у різних колекціях. Великий вплив на його творчість мало товаришування з Карлом Філіпом Емануелем Бахом.
Невідомі обставини (за деякими даними, смерть першої дружини) змусили його «знатися з місця». З другою дружиною, співачкою Розіною, він опинився у м. Варшаві, куди його запросив Кароль Радзивіл. Відомо, що знайомі Голанда (зокрема, Ян Дусік) були дуже задоволені роботою з князями Речі Посполитої і, можливо, порадили Голандові не сумувати надто сильно за Батьківщиною.
У 1782 р., коли власник Несвіжу Кароль Станіслав Радзивіл запропонував Голандові стати диригентом Несвізької капели, Несвізький театр опери та балету поставив багато класичних творів зарубіжних та вітчизняних авторів. Саме там Голанд у 1783 р. вперше звернувся до жанрів опери та балету. 17 вересня 1784 р. в Нясвіжі відбулася прем'єра опери Голанда «Агатка, або приїзд пана» і була приурочена до візиту короля Речі Посполитої Станіслава-Августа Понятовського. Король із задоволенням спостерігав за п'єсою, впізнав себе в образі «доброго джентльмена», який приходить й вирішує всі інтриги на благо закоханих. Після прем'єри Понятовський прочитав присутнім тоді білоруськомовну поему власного авторства. Це була одна з перших опер, створених і поставлених у Білорусі у XVIII столітті, яка стала особливо відомою та йшла на сценах театрів Речі Посполитої понад сорок років. Лібрето для опери «Агатка» було створено Матвієм Радзівілом, який сам був музикантом-аматором. Опера відрізняється композиційною та драматичною досконалістю, найбільше емоційне навантаження в ній несе музика. Орієнтований на класичний стиль, він водночас насичений місцевим несвізьким фольклором.
Друга опера Голанда «Чуже багатство нікому не служить» була поставлена в 1785 році (диригував Джоакіно Альбертіні). Це була також розважальна вистава із повчальним лірико-комедійним сюжетом. «Хороший пан» зник з неї і з'явився розумний юнак, який власним розумом будує своє щастя й долю.
У Нясвіжі Голанд також створив балет «Орфей та Еврідіка» (або «Орфей у пеклі»), кантату «Хоробрий, сміливий Кароль другий» (присвячену Каролю Радзивілу), шерег вокальних творів та фортепіанні твори.
Голанд працював у Нясвіжі майже двадцять років. Після поділу Речі Посполитої та занепаду магнатських династій Голанд втратив зарплату, але не покинув країну. Він переїхав до м. Вільно, де отримав викладацьку посаду в 1802 р. і 23 роки викладав фортепіано та теорію музики у Вільнюському університеті, диригував університетським хором та оркестром, продовжував писати музику. Там він написав своє найзначніше теоретичне дослідження — підручник «Академічний трактат про справжнє мистецтво музики» (м. Вроцлав, 1806 р.), свого часу широко відомий та популярний серед музикантів.

## Творча спадщина
Твори Голанда кінця XVIII — початку XIX століть справили значний вплив на розвиток білоруської музичної школи епохи класицизму.
До 2006 р. було завершене відновлення комічної опери «Чуже багатство нікому не служить». Сюжет твору, вперше поставлений у 1785 р. у Несвізькому театрі родини магнатів Радзівілів, є класичним зразком комічної опери того часу. Кася, дочка багатого вдівця Чужапанки, закохалася в слугу Янка. Однак жадібний батько не хоче віддавати свою дочку із завидним приданим своєму слузі. Але завдяки фантазії Янка Чужапанко погоджується на шлюб. Збереглися лише в частині першої скрипки та контрабаса, а також для вокалу з пісенними текстами. Перекладач Василь Сьомуха переклав арії та дуети з польської на білоруську мову, а драматург Сергій Ковальов відновив загублені діалоги. Художній керівник ансамблю солістів «Класик-авангард» Володимир Байдов створив оркестрові аранжування, за складом Несвізького оркестру останньої третини XVIII століття. Камерна партитура опери, актори якої мають лише трьох персонажів, робить твір привабливим для сучасного театрального життя. 7 липня 2009 р. в Національному академічному великому театрі опери та балету відбулася прем'єра опери «Чуже багатство нікому не служить».
Раніше оперу Голанда «Агатка», відновлену в 1995 р. «Білоруською капелою», виконували білоруською мовою.